# Gratin dauphinois

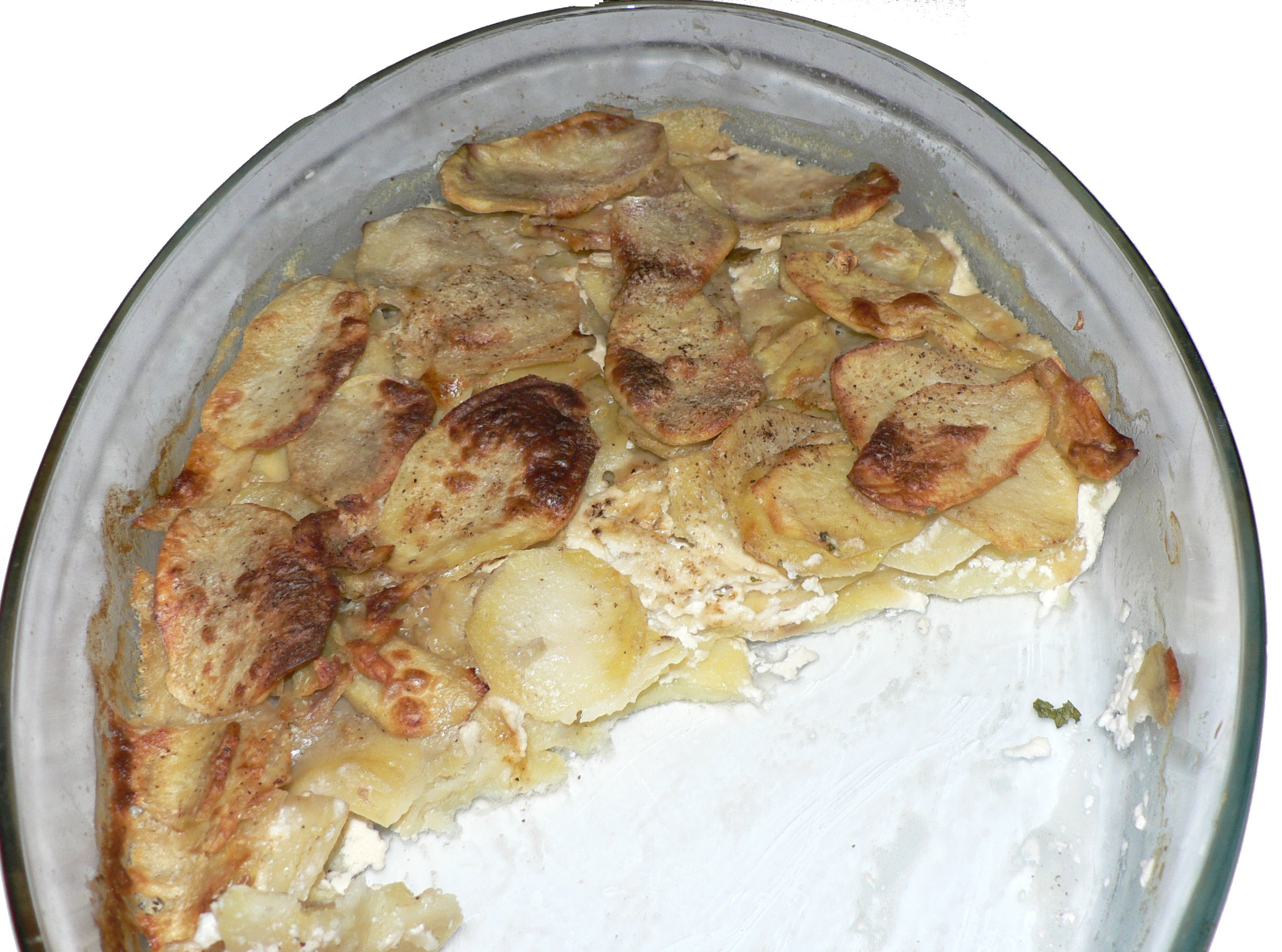
Auténtico gratin dauphinois.

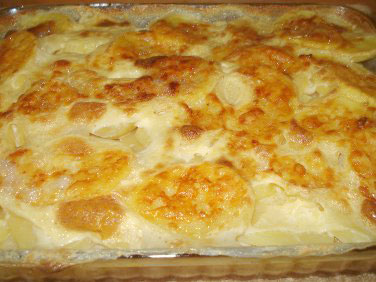

El gratin dauphinois (traducido al español: gratén delfinés) es un plato de patatas gratinadas, típico de la cocina francesa y de origen delfinés, en los Alpes franceses. Las patatas cortadas en finas rodajas se cocinan en el horno con nata fresca o leche, o la mezcla de ambos.
En la vecina Saboya, el gratin savoyard se cubre con láminas de queso local (emmental, gruyer, beaufort, etc.) y se sustituyen los lácteos por un caldo de ternera. Este gratén lleva además cebolla cortada en aros finos.
El plato conocido en Norteamérica como au gratin style potatoes (tanto en los EE. UU. como en el Canadá anglófonos) o pommes de terre au gratin (en el Canadá francófono), no suele ser un gratin dauphinois dado que incluye cualquier receta de patatas al gratén.

## Características
Se emplean patatas de carne amarilla y firme, por ejemplo de las variedades Monalisa o Charlotte, que se cortan en rodajas finas. Estas no se lavan ni se secan para aprovechar el almidón que sirve para líar el conjunto. En una fuente de loza o vidrio se van disponiendo capas finas de patatas que se van sazonando con ajo muy picado o machacado, pimienta molida, sal y nuez moscada. Se vierte encima nata fresca o leche o una mezcla de las dos. Según la variedad de la patata, se preparan en 30 o 45 minutos al horno.